# Gerhard Hebborn
Gerhard Hebborn (* 14. November 1878 in Bensberg; † 24. Mai 1967) war ein deutscher Politiker (CDU). Er war der erste gewählte ehrenamtliche Oberbürgermeister von Solingen.

## Leben
Der aus dem seit 1975 nach Bergisch Gladbach eingemeindeten Bensberg gebürtige Gerhard Hebborn bekleidete ab 1910 Funktionen in Verbänden, politischen Gremien und Provinz- bzw. Kommunalparlamenten. Seit dem Jahr 1910 war er als Sekretär Mitarbeiter des Christlichen Metallarbeiterverbandes in Solingen. Als Mitglied der Zentrumspartei wurde Hebborn dann nach dem Ersten Weltkrieg von 1919 bis 1924 Mitglied des Solinger Stadtrates, von 1921 bis 1929 Angehöriger des Provinziallandtages der Rheinprovinz und von 1928 bis 1933 des Preußischen Landtages. Wenige Monate nach der Machtübernahme durch die Nationalsozialisten wurde er im Sommer 1933 als Gewerkschaftssekretär entlassen. Mit dem Ende des Zweiten Weltkriegs war Hebborn dann unter den Gründern der Metall-Gewerkschaft in Solingen und der örtlichen CDU, für die er von 1946 bis 1952 erneut ein Mandat im Solinger Rat wahrnahm. Als erster gewählter ehrenamtlicher Oberbürgermeister repräsentierte er die Stadt vom 5. November 1946 bis zum 4. November 1948. 

„Wo wir auch hinblicken, überall begegnet uns bitterste Not und Elend (…). Ich sehe meine Tätigkeit an als Dienst an der Solinger Bevölkerung. Dabei lasse ich mich von gesunden demokratischen Grundsätzen leiten, indem ich die Mitarbeit aller weltanschaulichen Richtungen wünsche zur Überwindung der Not und zum Neuaufbau der Stadt Solingen.“

## Ehrungen
- 1952: Verdienstkreuz (Steckkreuz) der Bundesrepublik Deutschland
- 16. September 1964 Verleihung des Ehrenringes der Stadt Solingen[2]
- Nach ihm ist die Georg-Hebborn-Straße in Solingen-Auderhöhe benannt

## Weblink
- Galerie der Oberbürgermeister, Solingen 2012 (Memento vom 9. August 2014 im Internet Archive) (PDF; 14,0 MB)